# Kapłan diabła
Kapłan diabła. Opowieści o nadziei, kłamstwie, nauce i miłości – wydany w 2003 zbiór esejów i innych tekstów brytyjskiego biologa Richarda Dawkinsa. Składa się z 32 esejów omawiających tak zróżnicowane tematy jak pseudonauka, determinizm genetyczny, memetyka, terroryzm, religia i kreacjonizm. Część książki jest zadedykowana zmarłemu biologowi Stephenowi Jayowi Gouldowi, z którym Dawkins polemizował.
Tytuł książki jest nawiązaniem do cytatu z Darwina wyrażającego jego brak zaufania do koncepcji „doskonałego świata” zaprojektowanego przez Boga: „Jaką książkę mógłby napisać kapłan diabła o tym niezgrabnym, marnotrawnym, nieudolnym i przerażająco okrutnym dziele natury!”.